# Cazoo
Cazoo è una piattaforma di vendita online di auto britannica con sede a Londra, fondato nel 2018 da Alex Chesterman.

## Storia
Cazoo è stata fondata nel 2018 dall'imprenditore britannico Alex Chesterman. Ha lanciato un negozio online di auto usate nel dicembre 2019, che è diventato la sua attività principale.
Ha sede nel Regno Unito ma è quotata alla Borsa di New York a seguito di una fusione con una Special Purpose Acquisition Companies, guidata dal gestore di fondi speculativi Dan Och nell'agosto 2021. Al momento della sua quotazione, la società aveva una valutazione di 8 miliardi di dollari. Da allora ha perso oltre il 97% del suo valore di mercato, causando le dimissioni da CEO di Alex Chesterman.
Nel 2021 Cazoo si è espansa a livello internazionale, lanciando mercati di auto usate in Germania e Francia e all'inizio del 2022 espandendosi brevemente in Italia e Spagna.
Dopo aver annunciato i licenziamenti nel Regno Unito nel giugno 2022, nel settembre 2022 Cazoo ha annunciato che avrebbe abbandonato la sua attività nell'Unione europea, chiudendo le sue operazioni in Francia, Germania, Italia e Spagna e licenziando tutti i 750 dipendenti europei, lasciando solo attive le operazioni nel Regno Unito.

## Sponsorizzazioni
Cazoo sponsorizza l'Aston Villa, la Welsh Rugby Union, corse di cavalli annuali a Epsom e Doncaster, il torneo di cricket The Hundred, vari eventi gestiti dal World Snooker Tour, il PGA European Tour e la Professional Darts Corporation.
A seguito dell'annunciato ridimensionamento della società al mercato del Regno Unito nel settembre 2022, le sponsorizzazioni di Cazoo delle squadre di calcio europee per la stagione 2022-23, tra cui Olympique de Marseille, SC Freiburg, Valencia CF, Lille OSC, Bologna FC e Real Sociedad, sono state liquidate.